# Ligne de Saint-Germain-du-Plain à Lons-le-Saunier
La ligne de Saint-Germain-du-Plain à Lons-le-Saunier est une ancienne ligne de chemin de fer française d'intérêt général à écartement standard des régions Bourgogne et Franche-Comté qui reliait Saint-Germain-du-Plain et, au-delà Châlon-sur-Saône à Lons-le-Saunier, via Louhans.

## Histoire
Un décret du 16 juin 1866 déclara d'utilité publique, sous le régime des voies ferrées d'intérêt local (VFIL) de 1865, deux lignes de chemin de fer secondaire devant relier Paray-le-Monial à Mâcon et Chalon-sur-Saône à Lons-le-Saunier, concédée aux frères Lucien et Félix Mangini, . La convention de concession est modifiée par un avenant signé le 1er septembre 1866. Cet avenant est approuvé par un décret impérial le 16 mars 1867.
Ces lignes sont rétrocédées à la Compagnie des Dombes et des chemins de Fer du Sud-Est, par une convention du 28 février 1872, ainsi que le chemin de fer de Lyon à Montbrison, les chemins de fer d'intérêt local de Bourg à la Cluse, de Bourg à Châlon-sur-Saône et d'Ambérieu à Villebois (Ain), et de Villebois à Montalieu (Isère). Cette convention est approuvée par un décret le 7 mai suivant. 
Les concessionnaires mettent en service la ligne dans sa totalité le 3 avril 1871. 
Toutefois, la Compagnie des Dombes et du Sud-Est ayant son réseau inclus entre des lignes exploitées par le PLM, les transports nécessitaient des ruptures de charges onéreuses et causant des pertes de temps. 
C'est pourquoi, par une convention du 28 juillet 1881, la Compagnie des Dombes et du Sud-Est céda au PLM, moyennant une redevance annuelle et à ses risques et périls, l'exploitation de son réseau pour une période de soixante-quinze ans à compter du 1er juillet 1882. La Loi du 20 novembre 1883 approuva cette convention et transféra la ligne du réseau d'intérêt local à celui d'intérêt général
La ligne a été transférée à la SNCF lors de la création de cette dernière.
Le trafic voyageurs a été supprimé le 1er juillet 1938 entre Lons-le-Saunier et Saint-Germain-du-Plain et le 15 mai 1939 entre cette gare et Chalon-sur-Saône. En ce qui concerne le fret, il fut supprimé sur le tronçon ouest, de Saint-Germain-du-Plain à Branges le 1er juillet 1951, de Branges à Louhans le 1er février 1971 et de Louhans à Messia, déclassée en 1965. En 1982, le seul tronçon de la ligne encore exploité, sous le régime de la consigne spéciale, concernait le tronçon compris entre Messia et Lons-le-Saulnier.
Après avoir été déclassée par tronçons entre 1965 et 1993, la ligne est désormais entièrement déposée.
Une voie verte « la Voie bressanne » est aménagée de Lons-le-Saunier à Louhans.